# Totally Spies!
Totally Spies! (također navedena kao: Totally Spies, S3. – 5.: Totally Spies! – Undercover) ili Super špijunke (Nickelodeon, također navedena kao: Superšpijunke) jest kanadsko-francuska animirana špijunsko-fantastična televizijska serija. Seriju su napravili Vincent Chalvon-Demersay i David Michel, i producirali su ju francuska tvrtka Marathon Media i kanadska tvrtka Image Entertainment Corporation (od 3. do 5. sezone). Serija je bila napravljena u stilu animea i prvobitno je pratila žensku grupu. Radnja emisije prati tri tinejdžerice iz Beverly Hillsa koje rade kao tajne super agentice.
Crtić se prvobitno emitirao na kanalima Fox Kids u Ujedinjenom Kraljevstvu i ABC Family (sad zvan Freeform) u SAD-u od 3. studenog 2001. Serijin glavni kanal bi kasnije postao Cartoon Network. U Francuskoj se emitirao na kanalu TF1 od 3. travnja 2002., i na Teletoonu u Kanadi od 2. rujna 2002. U Hrvatskoj se serija počela emitirati na Nickelodeonu 2013. Samo je 6. sezona bila prikazana. Seriju je sinkronizirao studio Net, studio koji sinkronizira sav sadržaj hrvatskog Nickelodeona. Od 2017., s dolaskom kanala Pikaboo, emitira se cijela serija s novom sinkronizacijom studija DLR produkcija.
Od početka serije je prikazano 156 epizoda kroz šest sezona, i nekoliko specijala. Postoji i mnogo adaptacija serije u stripovima, romanima, i videoigrama. Također je 2009. (između 4. i 6. sezone) bio objavljen dugometražni film čija se radnja odvija prije serije i objašnjava kako su glavne junakinje postale špijunke. Uz Francusku je i Italija imala ulogu u produkciji filma.

## Radnja
U Beverly Hillsu žive tri tinejdžerice, Sam, Clover i Alex. Pohađaju srednju školu na Beverly Hillsu, ali također su špijunke za Svjetsku organizaciju ljudske zaštite (engl. World Organization of Human Protection, WOOHP / SOLJZ). Nitko ne zna da su međunarodni špijuni jer to skrivaju od prijatelja. Pogotovo skrivaju njihov posao od razmažene nasilnice Mandy i njenog asistenta Trenta, ali se Mandy često slučajno uvali u njihove nezgode. Vođa organizacije je Jerry Lewis, i on šalje Sam, Clover i Alex na misije diljem svijeta da zaustave kriminalce i njihove planove. Zlikovcima je najčešća motivacija osveta ili ostvarenje sna. U svakoj epizodi cure prolaze kroz probleme u svojim životima koji nemaju veze s WOOHP-om, kao npr. problemi s dečkima, predmetima, ili interesima. Kasnije u seriji djevojke prođu srednju školu i počnu pohađati sveučilište Malibua.

## Likovi
U seriji se pojavljuje mnogo likova, i novi se zlikovac pojavljuje u svakoj epizodi. Uz to se pojavljuje puno minornih i pozadinskih likova, kao što su učitelji, dečki u koje su cure zaljubljene, i ostali. Važniji likovi serije su:

### Glavni
- Samantha "Sam" Simpson – Sam je pametni član grupe. Nju najviše zanima škola i dovršavanje tajnih misija na vrijeme. Ima dugu crvenu kosu, zelene oči, i zeleno špijunsko odijelo.
- Clover Ewing – Clover voli kupovati odječu i šminku, modu, i zgodne dečke. Ona koristi neformalni tinejdžerski žargon češće od Sam i Alex, ima kratku plavu kosu, plave oči, i crveno špijunsko odijelo.
- Alexandra "Alex" Vasquez – Alex je šašava, vesela, i pomalo neozbiljna. Ljubimac joj je svinja Oinky. Ima kratku tamnu kosu, smeđe oči, i žuto špijunsko odijelo.

### Sporedni
- Jerry Lewis – Jerry je osnivač i vođa WOOHP-a, kao i šef špijunki. On je stariji muškarac sa sivom kosom i crnim odijelom. On špijunkama daje razne sprave da im pomogne na misijama. Također ima neke borilačke vještine.
- Iskra (engl. G.L.A.D.I.S.) – Iskra se samo pojavljuje u 3. i 4. sezoni. Ona je robot koji brani ulaz u WOOHP i pomaže Jerryju.
- Mandy – Mandy je razmažena i umišljena cura koja voli zadirkivati špijunke. Često planira čudne načine de se učini popularnijom, ali špijunke joj često slučajno upropaste planove, a ponekad i kao posljedica njihovog izvršavanja misije.
- Trent – Trent je Mandyjin asistent od 6. sezone. Trent ne voli Mandy, i iz nepoznatih razloga ostaje uz nju.
- Profesor Plunkett – Plunkett je profesor iz modnog dizajniranja od 6. sezone. Jako mu se svđaju Sam, Clover i Alex, pogotovo Clover jer ona najviše voli modu, iako joj često zaboravlja ime.

## Glasovi
| Ime lika          | Originalna sinkronizacija (francuska inačica) | Engleska sinkronizacija (inačica koja je bila baza za sve međunarodne lokalizacije) |
| ----------------- | --------------------------------------------- | ----------------------------------------------------------------------------------- |
| Sam               | Claire Guyot                                  | Jennifer Hale                                                                       |
| Clover            | Fily Keita                                    | Andrea Baker                                                                        |
| Alex              | Céline Mauge                                  | Katie Leigh (S1–2), Katie Griffin (S3–6)                                            |
| Jerry             | Jean-Claude Donda                             | Jess Harnell (S1–2), Adrian Truss (S3–6)                                            |
| G.L.A.D.I.S.      | Laura Préjean                                 | Stevie Vallance                                                                     |
| Mandy             | Céline Mauge                                  | Jennifer Hale                                                                       |
| Trent             | nepoznato                                     | Scott Beaudin                                                                       |
| Profesor Plunkett | nepoznato                                     | nepoznato                                                                           |

## Epizode
Šesta sezona bila je odobrena 2013., i premijera joj je bila na događaju u palači Versaillesa. U Francuskoj i raznim međunarodnim televizijama je emitirano 26 epizoda od 4. rujna 2013. U Kanadi se 6. sezona počela emitirati 6. rujna 2014. na francuskom Télétoonu, i 7. na engleskom Teletoonu. Serija se emitirala na raznim međunarodnim kanalima, kao što su TF1 (Francuska), Teletoon (Kanada), Cartoon Network (SAD, Latinska Amerika), Globo (Brazil), Disney Channel i Nickelodeon (Azija, Afrika, Europa, prethodno Fox Kids i Jetix).

### Pregled
| Sezona | Sezona | Epizode | Prvo prikazivanje       | Prvo prikazivanje     |
| Sezona | Sezona | Epizode | Premijera               | Finale                |
| ------ | ------ | ------- | ----------------------- | --------------------- |
|        | 1.     | 26      | 3. 4. 2002. (Francuska) | 6. 12. 2002. (Kanada) |
|        | 2.     | 26      | 2002.                   | 19. 9. 2004.          |
|        | 3.     | 26      | 12. 9. 2004. (Kanada)   | 31. 7. 2005.          |
|        | 4.     | 26      | 13. 3. 2006. (Kanada)   | 8. 3. 2007.           |
|        | 5.     | 26      | 2007.                   | 2010.                 |
|        | Film   | Film    | 22. 7. 2009.            | 22. 7. 2009.          |
|        | 6.     | 26      | 4. 9. 2013. (Francuska) | 2015.                 |

### Spin-offovi i crossoveri
Spin-off, The Amazing Spiez!, ima nove likove, i Jerry je još uvijek šef špijuna. Serija prati četiri brata i sestre—Lee, Megan, Marc, i Tony Clark, ali se Sam, Clover i Alex pojavljuju u epizodi "Operation: Dude Ranch Disaster" iz prve sezone. U Aziji je serija premijerno prikazana 15. ožujka 2009. na Disney Channelu, i u SAD-u 26. travnja 2010. na Cartoon Networku. U Kanadi je premijera serije bila na Teletoonu 2. rujna 2010. U SAD-u je bila emitirana prva sezona, i 10 epizoda iz druge sezone. U epizodi "Totally Mystery Much?" iz pete sezone je serija imala crossover s Marathonovom serijom Martin Mystery (2003. – 2006.).

## Razvoj i produkcija
Primjetivši da su ženski bendovi i pjevačice postajale popularne, David Michel i Vincent Chalvon-Demersay htjeli su napraviti seriju koja bi promovirala žensku grupu. Proizvodnja je započela nakon godinu dana. Prema Michelu, anime je imao utjecaj na stil animacije serije. Produkcijska kuća Marathon Media namjeravala je nadograditi serijski brend s trodijelnim ženskim bendom, koristeći njemačku razgovornu emisiju Arabella da ga stvori. Pomoću sudačke komisije odabrano je 20 demovideozapisa, a pobjednici su odabrani na temelju snage njihove izvedbe i gledatelja emisije. Bend je izabran i objavio je singl u proljeće 2002, putem EMI-ja. Prema redatelju Dirku Fabariusu, "Plan je na kraju stvoriti cijeli album i uspostaviti i promovirati Totally Spies kao pravi bend." Iako se ideja nije ostvarila, serija je promovirana putem druge robe. U proljeće 2001. najavljeno je da će serija biti emitirana te jeseni na programu ABC Family, a sljedeće će godine biti distribuirana europskim zemljama.
U intervjuu za WorldScreen.com, Michel je rekao da je prije njegove emisije bilo puno akcijsko-pustolovnih emisija za dečke i praktički ništa za djevojčice, no u pop kulturi postojale su Britney Spears i Spice Girls. Rekao je da su likovi nadahnuti filmom Djevojke s Beverly Hillsa i želio je to pomiješati s formatom Jamesa Bonda. Kad su prvi put predstavili emisiju, imala je umjeren odaziv, ali kad je emitirana prva sezona, izašao je film Charlijevi anđeli (2000.) i odjednom je tržište bilo prepuno nekretnina za djevojke.
Prema članku "Achieving a Global Reach on Children's Cultural Markets" autorica Valerie-Ines de la Ville i Laurent Durup, serija je izvorno dizajnirana da dosegne američku publiku, ali je prikupila publiku zbog svog humora "temeljenog na stereotipnoj europskoj viziji američkih referenci" dok se "čini originalnom i inovativnom za američku publiku". Producent i umjetnički režiser Stephane Berry rekao je da se taj stil "stapa između američkog stila koji povezuje akciju i komediju, i japanskog dizajna za estetsko okruženje i osjećaja izraženih velikim očima likova". Neke od uobičajenih referenci uključuju Charliejeve anđele, Beverly Hills, The Avengers, Jamesa Bonda i njegove uređaje, anime i Cat's Eye.
Glavni autori emisije bili su Robert i Michelle Lamoreaux sa sjedištem u Los Angelesu, koji su radili na emisijama s Nickelodeona. Demersay i Stephane Berry ranije su surađivali sa Saban Entertainmentom u Europi. U intervjuu za GeoCities, Kate Griffin, glas Alex, objasnila da je ona snimala svoje dijaloge u Torontu, a Hale i Baker (Sam i Clover) su snimale svoje dijaloge u Los Angelesu.
Po završetku pete sezone, film o seriji, Totally Spies! Le Film je proizveden i pušten u kina Francuske 22. srpnja 2009. Film je dobio televizijsko izdanje u SAD-u, 25. travnja sljedeće godine, što se podudara s emitiranjem pete sezone tamo.
U kolovozu 2011., Marathon Media potvrdili su da je u tijeku produkcija šeste sezone, a premijera bi trebala biti 2013. Šestu sezonu proizveli su isključivo Marathon Media u suradnji s TF1 i The Walt Disney Company France. Kasnije je potvrđeno da će biti proizvedeno 26 epizoda i da će emisija biti licencirana u Španjolskoj i Latinskoj Americi, a europski teritoriji slijede nakon. Poklapajući se s premijerom šeste sezone, Zodiak Kids CP Paris, u suradnji s Château de Versailles Spectacles (CVS) i TF1, organizirao je događaj u versailleskoj palači tijekom ljeta 2013.

### Uvodna pjesma
Uvodna pjesma prve i druge sezone jest "Here We Go" engleske pjevačice Mirande Cooper (pod pseudonimom Moonbaby). "Here We Go" bio je jedini singl Mirande Cooper, napravljen 2002. Godine 2003. je norveška pjevačica Lene Nystrøm napravila svoju inačicu pjesme, i bend Girls Aloud napravio je svoju inačicu 2004. Tekst pjesme je prepisala i ponvno snimila Moonbaby, i ova inačica postala je uvodna špica serije. Sezone 3, 4 i 5 koristile su remixiranu inačicu pjesme. Uvodna pjesma šeste sezone je "We Are Totally Spies!" (u hrvatskoj inačici "Mi smo Super špijunke"). Odjavna špica svake sezone je instrumental pjesme "Here We Go". Instrumental je također korišten kao uvodna pjesma na Cartoon Networku. Francuska (tj. originalna inačica serije) sinkronizacija uvijek koristi englesku uvodnu špicu, ali peta sezona serije ima francusku uvodnu pjesmu. Serija je bila sinkronizirana na mnogim jezicima, kao i serijina uvodna pjesma. Uvodna pjesma prve i druge sezone bila je prevedena na portugalskom, katalonskom, i srpskom jeziku. Sinkronizacije na japanskom, korejskom i njemačkom ("You Got A Secret") jeziku imaju svoju inačicu uvodne pjesme. Šesta sezona bila je prevedna na mnoge jezike (arapski, bugarski, češki, hebrejski, hrvatski, mađarski, nizozemski, norveški, njemački, poljski, portugalski, rumunjski, ruski, slovenski i srpski). Talijanska sinkronizacija serije napravila je svoju inačicu uvodne pjesme za prvu i treću sezonu.

## Emitiranje
Serija je premijerno emitirana 3. studenog 2001. na kanalima Fox Family/ABC Family (sad zvan Freeform). Kasnije se serija počela emitirati u Europi, na kanalima ProSieben (u Njemačkoj), TF1 (u Francuskoj), Channel 4 (u Ujedinjenom Kraljevstvu) tijekom proljeća 2002. U SAD-u se serija počela emitirati na Cartoon Networku od srpnja 2003., gdje je privukla 1.6 milijuna gledatelja, i nastavila je do 10. rujna 2010. Serija se emitirala u večernjem terminu tijekom 2019. na Universal Kidsu. Cijela serija je također dostupna na Amazon Primeu. U Francuskoj je serija privukla više od milijun gledatelja. Kasnije je 6. sezona bila odobrena, uz dugometražni film i spin-off seriju The Amazing Spiez! Šesta sezona emitirala se diljem Europe. U Kanadi je šesta sezona bila emitirana na Teletoonu. Ostali kanali na kojim se serija emitirala su: Boomerang, ART Teenz, Fun Channel, Spacetoon, Spacetoon English, MBC 3, Jeem TV, Dragon Club, TVB, Network 10, 10 Peach, Disney XD, POP, Pop Girl, BBC Alba, i RTÉ2.

## Emitiranje u Hrvatskoj
Prva sezona serije emitirana je na 1. programu HRT-a u 2003. Šesta sezona serije međunarodno je emitirana na Nickelodeonu od 2013. Iako prvih pet sezona nisu imale sinkronizaciju na hrvatskom, šesta sezona bila je sinkronizirana s naslovom Super špijunke / Superšpijunke. Sinkronizaciju je napravio studio Net. Sve epizode bile su emitirane. Emitiranje je završilo 2016. Godine 2017., dolaskom kanala Pikaboo, sve epizode od 1. do 5. sezone sinkronizirao je studio DLR Produkcija s naslovom Totally Spies(!). Posljednja epizoda pete sezone prikazana je 6. ožujka 2021., s reprizom jedan dan kasnije. Nakon kraja serije su se nekoliko tjedana emitirale reprize prve sezone, dok DLR Produkcija nije resinkronizirala šestu sezonu.

### Glasovne uloge u hrvatskim sinkronizacijama
| Ime lika          | Glas (Net; Nickelodeon, S6) | Glas (DLR; Pikaboo, S1–6)                |
| ----------------- | --------------------------- | ---------------------------------------- |
| Sam               | Kristina Krepela            | Karmen Sunčana Lovrić                    |
| Clover            | Kristina Habuš              | Ines Sigečan (S1), Dora Jakobović (S2–6) |
| Alex              | Karmen Sunčana Lovrić       | Tihana Fraculj                           |
| Jerry             | Boris Barberić              | Daniel Dizdar                            |
| Iskra             | /                           | nepoznato                                |
| Mandy             | Matija Prskalo              | Kristina Gami                            |
| Trent             | Dragan Peka                 | nepoznato                                |
| Profesor Plunkett | Marko Cindrić               | nepoznato                                |

## Objave na kućnim medijima
Goodtimes Entertainment objavio je prvih 12 epizoda serije na formatima VHS i DVD 2004. u tri zbirke: Totally Spies Volume 1: First Secret Missions, Totally Spies Volume 2: The Getaway, i Totally Spies Volume 3: Spies Attack. Tijekom produkcije šeste sezone, Flatiron Film Company dobili su prava za objavu serije na kućnim i digitalnim medijima. Objavili su prve dvije sezone u dvije zbirke, i set kutija s prve tri sezone. Treća sezona bila je objavljena u tri zbirke 14. siječnja 2014. DVD-ovi serije su danas vrlo rijetki. Sanctuary Visual Entertainment također je objavio dvi zbrike u Ujedinjenom Kraljevstvu, Totally Spies – First Secret Missions i Totally Spies – Spy Gladiators. Te dvije zbirke je Universal Pictures Home Entertainment objavio u SAD-u na DVD-ovima i Blu-rayima.
| Sezona/-e | Objava (1. regija) | Zbirke                        |
| --------- | ------------------ | ----------------------------- |
| 1         | 13. kolovoza 2013. | 2 (obje zbirke imaju 2 diska) |
| 2         | 8. listopada 2013. | 2 (obje zbirke imaju 2 diska) |
| 3         | 14. siječnja 2014. | 2 (obje zbirke imaju 2 diska) |
| 1–3       | 8. listopada 2013. | Set kutija (12 diskova)       |

## Videoigre
Tvrtka Mistic Software razvila je dvije videoigre o seriji, Totally Spies! and Totally Spies! 2: Undercover, koje je Atari objavio za platforme Game Boy Advance i/ili Nintendo DS. IGN dao je drugoj igri ocjenu 4/10. Treća videoigra, Totally Spies! 3: Secret Agents, bila je objavljena u Europi i Australiji na Nintendo DS-u. Posljednja videoigra o seriji jest Totally Spies! Totally Party koja je bila objavljena u Sjevernoj Americi, Europi, i Australiji na konzolama PlayStation 2, Wii, i PC.

## Tiskani mediji
Stripovi o seriji su se svaki mjesec izdavali u Švedskoj. Pet knjige, sve s oko 90 stranica, bile su objavljene u Brazilu. Svaka knjiga je tiskana inačica neke epizode serije. Portugalski strip zvan Totally Spies Unleashed imao je dvi priče: "I Hate the 80s!" u kojoj zlikovac Boogie Gus gađa sviju sa zrakom koja ih čini sve mlađim, i "Attack of the 50 Ft. Mandy" u kojoj Mandy postane div. Također postoji nekoliko francuskih i engleskih knjiga s poglavljma.

## Prijem
Joly Herman portala Common Sense Media dala je seriji tri zvijezde od mogućih pet. Joe Corey dao je seriji pozitivnu recenziju za Inside Pulse, rekavški da je serija "zabavna akcijska emisija za djecu". Matt Hinrichs također je pozitivno ocijenio seriju za DVD Talk, rekavši da bi "odrasli također mogli uživati u seriji". Parents Television Council, u izvještaju iz 2006., rekao je da serija "nema neprimjerene riječi, ali jest dosta nasilna." Kao primjer su naveli epizodu gdje divlji štakori psihološki muče Jerryja i Clover, kao i epizodu gdje se može vidjeti reklama polugole žene u bikiniju. Nakon četiri sezone se serija emitirala u 130 država, i svidjela dječacima i curama od 6–11 godina. U intervjuu s Davidom Michelom, rekao je da ga je iznenadilo koliko je dječaka gledalo seriju, i da je omjer muških i ženskih gledatelja od Brazila do Italije bio 50-50%. Serija je bila navedena na Scott Stouteovom popisu "10 crtića za djevojčice (koje dječaci potajno vole)" za ScreenRant.